# 史立誠
史立誠（1475年—16世紀），字克明，浙江寧波府鄞縣人，明朝政治人物。

## 生平
弘治十四年（1501年）辛酉科浙江鄉試第七十四名。正德六年（1511年）辛未科進士。正德七年（1512年）任福建龍溪知縣。

## 家族
曾祖父史必初；祖父史仕珉；父親史本鈊。母柯氏；繼母王氏。具庆下。